# Dark Moon
Pour les articles homonymes, voir Dark Moon (homonymie).
Dark Moon (titre original : Dark Moon) est un roman de fantasy de David Gemmell paru en 1996 en anglais et en 2002 en français (traduction de Karim Chergui pour Bragelonne).
Même s’ils existent, les liens sont trop ténus pour le relier au Cycle Drenaï.

## Résumé
Dans la guerre sans merci qui déchirent les quatre duchés, le Duc Sirano pense trouver un avantage à percer les secrets de la perle noire. Mais il réveille ainsi les terribles Daroths, signant ainsi la fin probable de l’humanité. Les ennemis d’hier doivent impérativement s’allier s’ils veulent conserver un espoir de survie face à cette horde de géants anthropophages dotés de puissants pouvoirs psioniques.

## Commentaires
- Le personnage de Karis est un hommage aux héroïnes de Robert E. Howard et peut être un clin d’œil au personnage de Belit.
- Le personnage d'Ozhobar, l'inventeur artiste incompris, est un hommage à Léonard de Vinci.